# 李憲卿
李憲卿（1506年—1562年），字廉夫，號羅村，直隸蘇州府崑山縣人，民籍，明朝政治人物。

## 生平
嘉靖十三年（1534年）甲午科應天府鄉試第十一名舉人。嘉靖十七年（1538年）中式戊戌科會試第一百五十五名，登第二甲第四十八名進士。授南京吏部主事，历郎中，迁江西左参议。转山东副使、备兵临清，进湖广右参政，奉命在德安府修建景王府，又以承天修祾恩殿，升河南按察使，受命四月，嘉靖三十五年（1556年）四月擢都察院右佥都御史、巡抚湖广地方兼赞理军务。因奉天殿火灾烧毁，三十九年升都察院左副都御史，总督湖广川贵采木，四十年九月以采木事竣，诏回京协理院事。四十一年四月因病乞归，行至东平之安山驿卒，年五十七，是秋三殿成，追叙采木劳，贈右都御史

## 家族
曾祖李懋；祖父李聰；父李玉，母杜氏。慈侍下。子男五：延植，国子生；次延节、延芳、延英、延实。